# Beleg van Valencijn (1677)
Het Beleg van Valencijn (Valenciennes) tijdens de Hollandse Oorlog begon in november 1676, maar wordt vooral gesitueerd maart 1677.
Het was niet de eerste keer dat het Franse leger de Henegouwse (en dus Nederlandse) stad Valencijn probeerde in te nemen.  Bij de belegering van 1656 was dat niet gelukt.
François-Michel le Tellier, verantwoordelijke voor het leger onder koning Lodewijk XIV van Frankrijk begon de aanval met belegeringen van Sint-Omaars en Kamerijk.  Ook de koning zelf was in het gebied, zijn broer Filips, en de Franse maarschalken Crevant, Schomberg, Aubusson, Montmorency, Durfort en Vauban.
De stad gaf zich over op 17 maart 1677.
Een Nederlands leger onder Willem III van Oranje wilde de bedreigde Vlaamse en Henegouwse steden ontzetten maar werd op 10 april 1677 verslagen bij Kassel.
Bij de Vrede van Nijmegen, het jaar nadien, werden grote delen van Vlaanderen en Henegouwen ingelijfd bij Frankrijk.